# Acebedo
Acebedo (leóni nyelven Acebéu) település Spanyolországban, León tartományban. Lakosainak száma 184 fő (2024).

## Földrajza
Acebedo Burón, Riaño, Crémenes, Puebla de Lillo és Maraña községekkel határos.

## Népesség
A település lakosságának változását az alábbi diagram mutatja:
| Lakosok száma | 290  | 277  | 278  | 267  | 256  | 222  | 205  | 187  | 185  | 184  |
|               | 2001 | 2004 | 2007 | 2009 | 2012 | 2014 | 2017 | 2019 | 2022 | 2024 |